# Iyad Rahwan

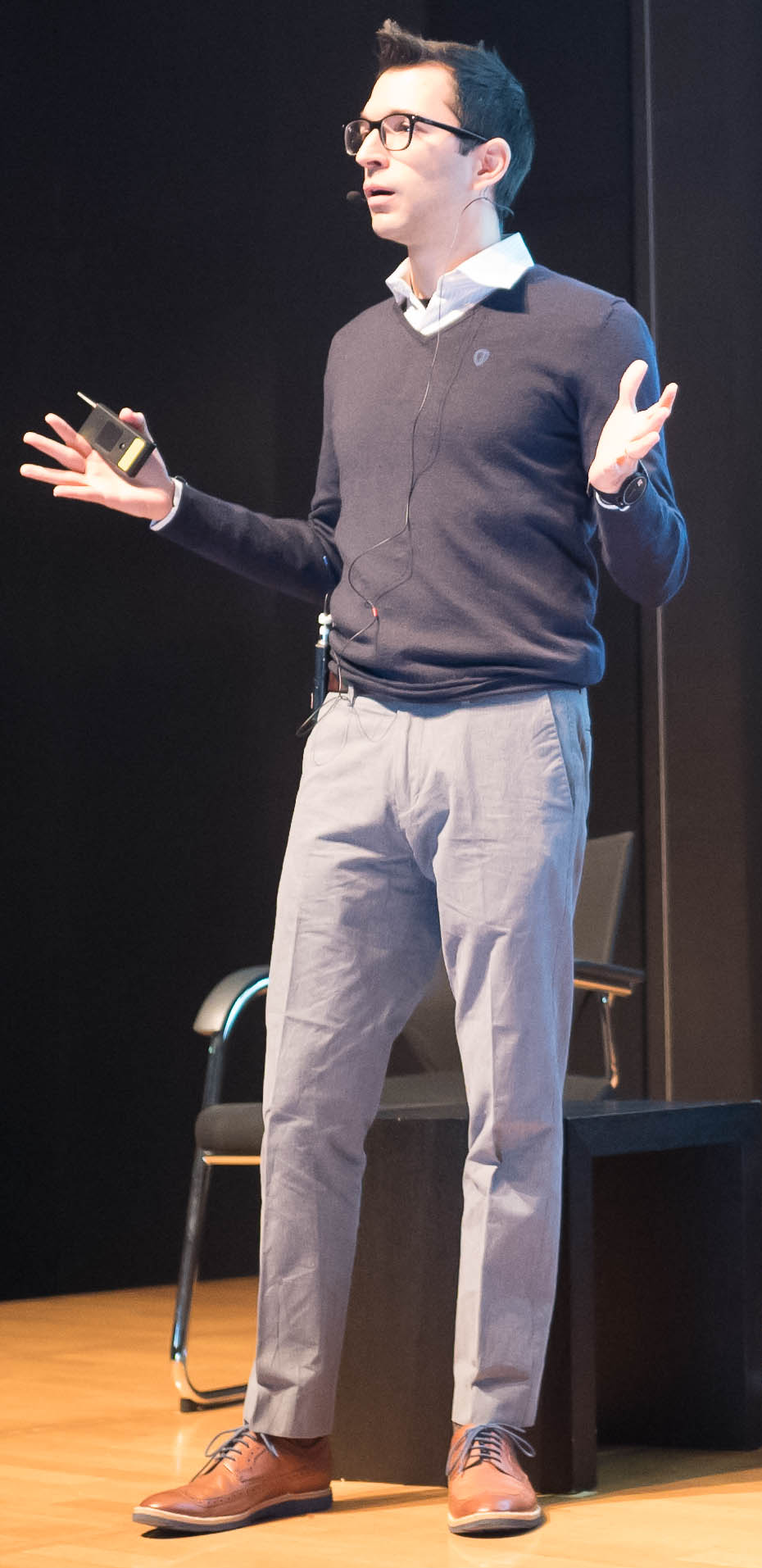
Iyad Rahwan

Iyad Rahwan (arabisch إياد رهوان, DMG Iyād Rahwān; * 1978) ist ein syrisch-australischer Wissenschaftler. Er ist Direktor des Zentrums für Mensch und Maschine am Max-Planck-Institut für Bildungsforschung und außerordentlicher Professor für Medienkunst und Medienwissenschaft am MIT Media Lab. Rahwans Arbeit liegt an der Schnittstelle von Computer- und Sozialwissenschaften, wo er Themen der rechnergestützten Sozialwissenschaft, der kollektiven Intelligenz, der Kooperation in großem Maßstab und die sozialen Aspekte der künstlichen Intelligenz untersucht hat.

## Leben
Rahwan wurde in Aleppo, Syrien, geboren. Er promovierte 2005 an der Universität von Melbourne im Fach Informationssysteme. Als Assistent und dann außerordentlicher Professor für Informatik und Informationswissenschaft am MIT-Partner Masdar Institute of Science and Technology untersuchte Rahwan die Möglichkeiten, Grenzen und Herausforderungen skalierbarer sozialer Mobilisierung in verschiedenen Kontexten, indem er Daten der DARPA Network Challenge 2009 analysierte, der DARPA Shredder Challenge 2011, und der 2012 US State Department Tag Challenge. Im Jahr 2015 gründete Rahwan die Scalable Cooperation Group am MIT Media Lab, wo er Professor für AT&T Career Development und Associate Professor of Media Arts & Sciences ist., sowie eine angegliederte Fakultät am MIT-Institut für Daten, Systeme und Gesellschaft. Seit 2019 ist Rahwan Direktor am Max-Planck-Instituts für Bildungsforschung in Berlin, wo er das "Zentrum für Mensch und Maschine" gegründet hat und leitet.

## Maschinenverhalten
Zusammen mit Manuel Cebrian und Nick Obradowitsch stand Rahwan an der Spitze der Bemühungen, das Gebiet des Maschinenverhaltens zu etablieren. Dieser Bereich befasst sich mit der wissenschaftlichen Untersuchung von Systemen der Künstlichen Intelligenz, nicht als technische Artefakte, sondern als eine Klasse von Akteuren mit bestimmten Verhaltensmustern und einer bestimmten Ökologie. Dieses Feld überschneidet sich mit der Informatik und der Robotik, unterscheidet sich aber von diesen. Es behandelt das Verhalten von Maschinen empirisch in derselben Weise, wie die Ethologie und Verhaltensökologie das Verhalten von Tieren ohne ein vollständiges Verständnis der biochemischen Mechanismen untersucht. Die Konturen und grundlegenden Forschungsfragen auf dem Gebiet des maschinellen Verhaltens skizzierten Rahwan, Obradowitsch und Cebrian zusammen mit zwanzig Koautoren aus allen Bereichen der Computer- und Verhaltenswissenschaften in einem Artikel in der Zeitschrift Nature.

## Society-in-the-Loop
Rahwan prägte den Begriff Society-in-the-Loop als konzeptionelle Erweiterung von Human-in-the-Loop-Systemen. Während HITL-Systeme das Urteilsvermögen eines Einzelnen in ein eng definiertes Kontrollsystem einbetten, geht es bei SITL eher darum, das Urteilsvermögen der Gesellschaft als Ganzes in das System einzubetten. Er zitiert eine KI, die Milliarden von selbstfahrenden Autos kontrolliert (und in bestimmten Fällen entscheidet, wer es wert ist, gerettet zu werden), oder einen Nachrichtenfilter-Algorithmus mit dem Potenzial, die Ideologie von Millionen von Bürgern zu beeinflussen (der entscheidet, welche Inhalte die Benutzer sehen sollen). Rahwan betont, wie wichtig es ist, Ethik und soziale Verträge so zu artikulieren, dass Maschinen sie verstehen können, um neue Governance-Algorithmen zu entwickeln.

## Moral und Maschinen

### Ethik autonomer Fahrzeuge
Rahwan ist einer der ersten, die das Problem der autonomen Fahrzeuge als ein ethisches Dilemma betrachten. Der 2016 erschienene Aufsatz The Social Dilemma of Autonomous Vehicles zeigte, dass die Menschen utilitaristische autonome Fahrzeuge gutheißen und möchten, dass andere diese Fahrzeuge kaufen, aber sie selbst würden es vorziehen, in einem autonomen Fahrzeug zu fahren, das ihre Fahrgäste um jeden Preis schützt, und würden keine selbstfahrenden Fahrzeuge benutzen, wenn ihnen der Utilitarismus per Gesetz auferlegt würde. So kommt das Papier zu dem Schluss, dass die Regulierung von utilitaristischen Algorithmen paradoxerweise die Zahl der Unfallopfer durch Fahren erhöhen könnte, wenn die Einführung einer sichereren Technologie versehentlich verschoben wird. Das Papier sorgte für viel öffentliche Aufmerksamkeit über die Rolle der Ethik bei der Schaffung künstlich intelligenter Fahrsysteme

### Moral Machine
Moral Machine ist eine Online-Plattform, die ethische Dilemma-Szenarien erzeugt, mit denen hypothetische autonome Maschinen konfrontiert werden, und die es den Besuchern ermöglicht, die Szenarien zu bewerten und über das moralisch akzeptabelste zwischen zwei unvermeidlichen Schadensauswirkungen abzustimmen. Die vorgestellten Szenarien sind oft Variationen des Trolley-Problems.

### Zusammenarbeit mit Maschinen
Zusammen mit Jacob Crandall und anderen untersuchte Rahwan die Mensch-Maschine-Kooperation, indem er untersuchte, wie modernste Verstärkungs-Lernalgorithmen bei wiederholten Spielen gegen Menschen funktionieren. Die Autoren zeigten, dass die Bereitstellung eines Kommunikationsmediums dazu führen kann, dass ein Algorithmus bei diesen strategischen Spielen schneller und effektiver als ein Mensch lernt, mit seinem menschlichen Partner zu kooperieren.

### KI und die Zukunft der Arbeit
Zusammen mit seinem Studenten Morgan Frank und Mitarbeitern erforschte Rahwan die Beziehung zwischen der Größe der Stadt und den potenziellen Auswirkungen von künstlicher Intelligenz und Automatisierung auf die Beschäftigung. Sie verwendeten eine Vielzahl von Schätzungen des Risikos der Automatisierung verschiedener Arbeitsplätze.
Ihre Haupterkenntnis ist, dass kleinere Städte aufgrund der Automatisierung größere Auswirkungen aufweisen. In einer verwandten Arbeit wird die Polarisierung des US-Arbeitsmarktes aufgrund der zugrunde liegenden polarisierten Struktur der Fertigkeiten am Arbeitsplatz untersucht.